# ライアン・ダル
- ライアン・ドゥル

ライアン・クリストファー・ダル（Ryan Christopher Dull, 1989年10月2日 - ）は、アメリカ合衆国ノースカロライナ州ウィンストン・セーラム出身のプロ野球選手（投手）。右投右打。アメリカ独立リーグ・アトランティックリーグのハイポイント・ロッカーズ所属。
愛称はダルズ・ネック。メディアによっては「ドゥル」とも表記される。

## 経歴

### プロ入りとアスレチックス時代
2012年のMLBドラフト32巡目（全体979位）でオークランド・アスレチックスから指名され、プロ入り。契約後、傘下のルーキー級アリゾナリーグ・アスレチックスでプロデビュー。A-級バーモント・レイクモンスターズでもプレーし、2球団合計で21試合に登板して5勝1敗5セーブ、防御率2.56、47奪三振を記録した。
2013年はA級ベロイト・スナッパーズ、A+級ストックトン・ポーツ、AA級ミッドランド・ロックハウンズでプレーし、3球団合計で45試合に登板して2勝5敗19セーブ、防御率2.40、78奪三振を記録した。オフにはアリゾナ・フォールリーグに参加し、メサ・ソーラーソックスに所属した。
2014年はAA級ミッドランドでプレーし、40試合に登板して5勝5敗6セーブ、防御率2.88、61奪三振を記録した。
2015年はAA級ミッドランドで開幕を迎えた後、6月28日にAAA級ナッシュビル・サウンズへ昇格した。この年マイナー2球団合計では47試合に登板しで3勝2敗12セーブ、防御率0.74、73奪三振を記録した。9月1日にロースター拡大によりメジャー初昇格を果たし、同日のロサンゼルス・エンゼルス・オブ・アナハイム戦でメジャーデビュー。この年メジャーでは13試合に登板して1勝2敗1セーブ、防御率4.24、16奪三振を記録した。
2016年は開幕25人枠入りし、右の中継ぎとして起用されている。シーズン通じてブルペンの主力として定着し、リーグ9位タイとなる70試合にリリーフ登板。5勝5敗3セーブ、防御率2.42、WHIP0.87、奪三振/与四球4.87という驚異的な活躍ぶりを見せた。
2019年8月3日にDFAとなった。

### ジャイアンツ傘下時代
2019年8月5日にウェイバー公示を経てサンフランシスコ・ジャイアンツへ移籍した。傘下のAAA級サクラメント・リバーキャッツでプレーしていたが、8月12日にDFAとなった。

### ヤンキース時代
2019年8月14日にウェイバー公示を経てニューヨーク・ヤンキースへ移籍した。9月15日にDFAとなった。

### ブルージェイズ時代
2019年9月18日にウェイバー公示を経てトロント・ブルージェイズへ移籍した。登板することなく、9月20日にDFAとなり、24日にマイナー契約で傘下のAAA級バッファロー・バイソンズへ配属された。9月25日にメジャー契約を結んでアクティブ・ロースター入りした。レギュラーシーズン終了後の10月29日に再びDFAとなり、30日にマイナー契約でAAA級バッファローへ配属された。
2020年11月2日にFAとなった。

### ブルージェイズ退団後
2021年1月25日に、北米独立リーグ・アメリカン・アソシエーションのウィニペグ・ゴールドアイズと契約したが、登板機会がないまま退団し、5月4日にシアトル・マリナーズとマイナー契約を結んだ。AAA級タコマ・レイニアーズで28試合に登板したが、メジャー昇格の機会はなく、8月12日に自由契約となった。8月24日にアメリカ独立リーグ・アトランティックリーグのハイポイント・ロッカーズ と契約した。

## 投球スタイル
小柄で細身の体、低めに集める制球力が生命線、スライダーが一番の武器といった特徴は、かつてアスレチックスで育ったヒューストン・ストリートと同じであるため、「ストリート二世」に成長することを期待されている。欠点は速球の軌道がストレートになりがちで、一発リスクが高いこと。AA級ミッドランド時代にジョン・ワズディン投手コーチ（元読売ジャイアンツ、埼玉西武ライオンズ）の指導を受けて奪三振力が向上した。

## 詳細情報

### 年度別投手成績
| 年 度    | 球 団    | 登 板 | 先 発 | 完 投 | 完 封 | 無 四 球 | 勝 利 | 敗 戦 | セ 丨 ブ | ホ 丨 ル ド | 勝 率 | 打 者 | 投 球 回 | 被 安 打 | 被 本 塁 打 | 与 四 球 | 敬 遠 | 与 死 球 | 奪 三 振 | 暴 投 | ボ 丨 ク | 失 点 | 自 責 点 | 防 御 率 | W H I P |
| -------- | -------- | ----- | ----- | ----- | ----- | -------- | ----- | ----- | -------- | ----------- | ----- | ----- | -------- | -------- | ----------- | -------- | ----- | -------- | -------- | ----- | -------- | ----- | -------- | -------- | ------- |
| 2015     | OAK      | 13    | 0     | 0     | 0     | 0        | 1     | 2     | 1        | 2           | .333  | 66    | 17.0     | 12       | 4           | 6        | 1     | 0        | 16       | 0     | 0        | 8     | 8        | 4.24     | 1.06    |
| 2016     | OAK      | 70    | 0     | 0     | 0     | 0        | 5     | 5     | 3        | 15          | .500  | 290   | 74.1     | 50       | 10          | 15       | 4     | 1        | 73       | 6     | 0        | 23    | 20       | 2.42     | 0.87    |
| 2017     | OAK      | 49    | 0     | 0     | 0     | 0        | 2     | 2     | 0        | 20          | .500  | 177   | 42.0     | 37       | 7           | 16       | 1     | 3        | 45       | 6     | 0        | 30    | 24       | 5.14     | 1.26    |
| 2018     | OAK      | 28    | 0     | 0     | 0     | 0        | 0     | 0     | 0        | 4           | ----  | 100   | 25.1     | 22       | 3           | 7        | 0     | 0        | 21       | 3     | 0        | 12    | 12       | 4.26     | 1.14    |
| 2019     | OAK      | 7     | 0     | 0     | 0     | 0        | 0     | 0     | 0        | 1           | ----  | 51    | 9.0      | 19       | 4           | 4        | 0     | 1        | 8        | 1     | 0        | 13    | 12       | 12.00    | 2.56    |
| 2019     | NYY      | 3     | 0     | 0     | 0     | 0        | 0     | 0     | 0        | 0           | ----  | 15    | 2.1      | 5        | 0           | 3        | 0     | 0        | 4        | 0     | 0        | 5     | 5        | 19.29    | 3.43    |
| 2019     | TOR      | 1     | 0     | 0     | 0     | 0        | 0     | 0     | 0        | 0           | ----  | 5     | 1.1      | 1        | 1           | 0        | 0     | 0        | 3        | 0     | 0        | 1     | 1        | 6.75     | 0.75    |
| '19計    | TOR      | 11    | 0     | 0     | 0     | 0        | 0     | 0     | 0        | 1           | ----  | 71    | 12.2     | 25       | 5           | 7        | 0     | 1        | 15       | 1     | 0        | 19    | 18       | 12.79    | 2.53    |
| MLB：5年 | MLB：5年 | 171   | 0     | 0     | 0     | 0        | 8     | 9     | 4        | 42          | .471  | 704   | 171.1    | 146      | 29          | 51       | 6     | 5        | 170      | 16    | 0        | 92    | 82       | 4.31     | 1.15    |

- 2019年度シーズン終了時

### 年度別守備成績
| 年 度 | 球 団 | 投手（P） | 投手（P） | 投手（P） | 投手（P） | 投手（P） | 投手（P） |
| 年 度 | 球 団 | 試 合     | 刺 殺     | 補 殺     | 失 策     | 併 殺     | 守 備 率  |
| ----- | ----- | --------- | --------- | --------- | --------- | --------- | --------- |
| 2015  | OAK   | 13        | 0         | 0         | 0         | 0         | ----      |
| 2016  | OAK   | 70        | 2         | 5         | 2         | 0         | .778      |
| 2017  | OAK   | 49        | 2         | 3         | 0         | 0         | 1.000     |
| 2018  | OAK   | 28        | 1         | 2         | 1         | 0         | .750      |
| 2019  | OAK   | 7         | 0         | 2         | 0         | 0         | 1.000     |
| 2019  | NYY   | 3         | 1         | 0         | 0         | 0         | 1.000     |
| 2019  | TOR   | 1         | 0         | 0         | 0         | 0         | ----      |
| '19計 | TOR   | 11        | 1         | 2         | 0         | 0         | 1.000     |
| MLB   | MLB   | 171       | 6         | 12        | 3         | 0         | .857      |

- 2019年度シーズン終了時

### 背番号
- 66（2015年 - 2019年8月2日）
- 73（2019年9月1日 - 同年9月14日、2019年9月27日 - 同年終了）